# Ленгдорф
Ленгдорф (нем. Lengdorf) — община в Германии, в земле Бавария. 
Подчиняется административному округу Верхняя Бавария. Входит в состав района Эрдинг.  Население составляет 2743 человека (на 31 декабря 2010 года). Занимает площадь 33,90 км².